# Kathrin Wörle
Kathrin Wörle (Lindau, 18 de Fevereiro de 1984) é uma tenista profissional alemã, seu melhor ranking de 119, em simples e 112 em duplas pela WTA.

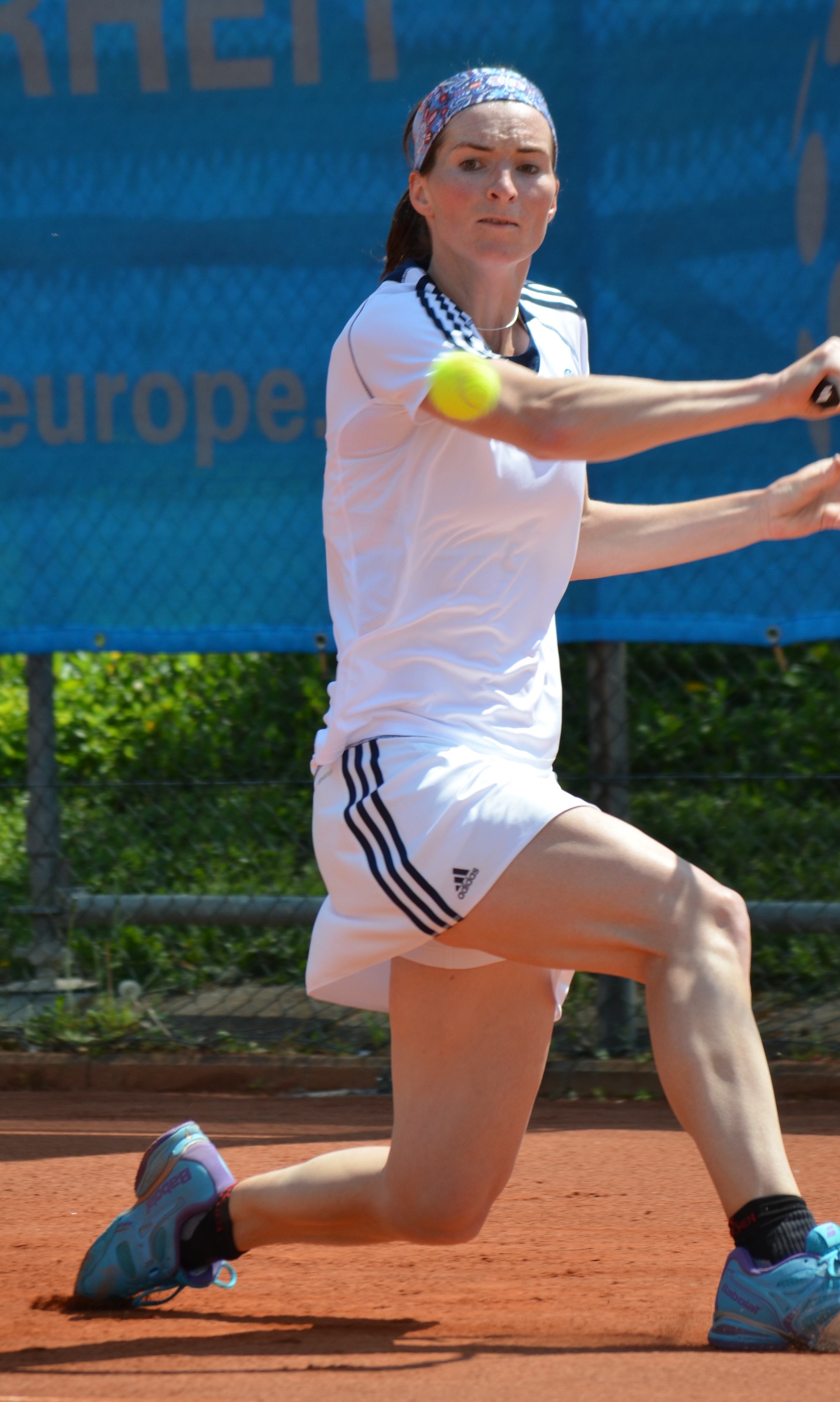
Kathrin Wörle-Scheller